# Sid Ahmed Agoumi
Sid Ahmed Agoumi (àrab: سيد أحمد أقومي, Sīd Aḥmad Agūmī), de nom real Sid Ahmed Méziane (Bologhine, Alger, 5 d'octubre de 1940), és un actor algerià.

## Biografia
D'origen cabilenc, comença la seva carrera als anys 1960. Ha toca amb la mateixa energia el teatre i la televisió o fins i tot el cinema, on ha actuat en més de 50 pel·lícules, entre les quals Z de Costa-Gavras. També va dirigir la Casa de Cultura i Teatre a Tizi Ouzou i el Teatre Nacional Algerià (TNA). També va ser el director dels teatres Annaba i Constantina (1974-1975).
Viu a França des de finals de la dècada de 1990. Sid Ahmed va seguir una carrera com a actor de teatre i cinema. En particular, va prestar la seva veu a Jean Sénac, Mouloud Feraoun, Rachid Mimouni, Benamar Mediene i Kateb Yacine (Nedjma). A Quebec va aparèixer a Le Collier d'Hélène de Carole Fréchette i a La Chute de Biljana Srbljanović, on va interpretar el paper de Slobodan Milošević. També va rebre un premi d'actuació masculina per Les diseurs de vérité de Karim Traïdia a la XXI edició de la Mostra de València.

## Filmografia

### Cinema
- 1968: La Voie de Mohamed Slim Riad
- 1969: Z de Costa-Gavras El xofer personal
- 1969: Ettairoun: Slimane
- 1974: Forbidden Zone d'Ahmed Lallem
- 1976: Les Hors-la-loi de Tewfik Farès: Slimane
- 1983: Moissons d'acier de Ghaouti Bendedouche
- 1983: Le Moulin de monsieur Fabre d'Ahmed Rachedi
- 1989: Layla, ma raison de Taïeb Louhichi: L'enviat del príncep
- 1993: Automne...Octobre à Alger de Mohammed Lakhdar-Hamina: Yazid
- 1997: L'Autre Côté de la mer de Dominique Cabrera
- 1998: La vie sauve d'Alain Raoust
- 1999: Paddy de Gérard Mordillat
- 2000: Les Diseurs de vérité de Karim Traïdia
- 2005: Il était une fois dans l'Oued de Djamal Bensalah: Mr Mohamed Sabri
- 2006: Gourbi Palace de Bachir Derraïs: Hamid
- 2007: Morituri d'Okacha Touita: Mr Lankabout
- 2008: Lorsque les Rebelles éthique
- 2009: Llob de Bachir Derraïs
- 2010: L'Italien d'Olivier Baroux: Mohamed Ben Saoud, pare de Dino
- 2010: Taxiphone: El Maktoub de Mohammed Soudani: Youssouf
- 2011: Beur sur la ville de Djamel Bensalah: El vell Chibani
- 2012: Le noir (te) vous va si bien de Jacques Bral: Rachid
- 2013: Cheba Louisa de Françoise Charpiat: Tayeb, el pare de Djemila
- 2013: Les Invincibles de Frédéric Berthe: Funcionari consulat
- 2016: Timgad de Fabrice Benchaouche: Mokhtar, el mestre

### Televisió
- 1965: La nuit a peur du soleil
- 1975: Les enfants de Novembre
- 1980: Kahla Oua Beida d'Abderrahmane Bouguermouh (telefilm)
- 1999: La Vocation d'Adrienne: Mustapha (un sol episodi)
- 2000: Vent de colère de Michael Raeburn: Kabril (telefilm)
- 2003: Simon le juste de Gérard Mordillat (telefilm)
- 2007: Avocats et Associés: L'imam Shadili (un sol episodi)
- 2007: Rendez-vous avec le destin: L'inspecteur Allal
- 2007: La Commune: Amir Mahmoud (4 episodis)
- 2008: Djemai Family: L'inspecteur Allal (temporada 1.3)
- 2008: Indama Tatamarradou El Akhlak
- 2009: Aïssat Idir
- 2011: Djemai Family: concessionari de cotxes (temporada 3, un sol episodi)
- 2012: Les Cinq parties du monde de Gérard Mordillat: Le Niçois (telefilm)
- 2012: Dar Louzir de Slaheddine Essid: Merzek
- 2013: Nsibti Laaziza de Slaheddine Essid: Ayachi (temporada 3)
- 2014: L'Esprit de famille de Frédéric Berthe: Farid Sahel (telefilm)
- 2015-2021: Sultan Achour 10: Ministre Qandil
- 2016: B73: Djamal
- 2016: El Assrar
- 2019: Rais Corso
- 2019: AM l'Bac
- 2020: Yemma

## Teatre
- 1995: Le Retour au désert de Bernard-Marie Koltès, posada en escena Jacques Nichet.
- 2004: l'Homme poubelle de Matei Vișniec, posada en escena Gabriel Garran.